# Machimus khasiensis
Machimus khasiensis là một loài ruồi trong họ Asilidae. Machimus khasiensis được Ricardo miêu tả năm 1919. Loài này phân bố ở miền Ấn Độ - Mã Lai.